# Патриотическое женское общество
Патриотическое женское общество (перс. جمعیت نسوان وطنخواه‎) — неправительственная женская организация в Иране.
Общество работало с 1922 по 1933 год и являлось одной из организаций движения за права женщин в Иране после Персидской конституционной революции.

## История
Общество было создано в 1922 году директором государственной школы № 5 для девочек Мохтарам Эскандари как результат разочарования результатами революции для женщин. Соучредителями общества выступили Нур-ол-Хода Мангене, Мастуре Афшар и другие женщины-борцы за права.

## Руководители
Совет управляющих (см. фото): слева направо сидят: Фахр Афаг Парса, Мохтарам Эскандари, Кобра Чанани (Kobrā Chanāni), Мастуре Афшар, Носрат Мошири (Nosrat Moshiri), Сафийе Эскандари (Safiyyeh Eskandari), Эсмат ол-Молук Шарифи (Esmat ol-Molouk Sharifi). Стоят: Мехрангиз Эскандари (Mehr’angiz Eskandari), Бану Чанани (Banu Chanāni), Хайеде Афшар (Haiedeh Afshār), Аббасе Пайвар (Abbaseh Pāyvar), Годсийе Мошири (Ghodsiyyeh Moshiri).

## Цели
Целью общества было «подчеркнуть уважение к законам и обрядам ислама; способствовать образованию и нравственному воспитанию девочек; поощрять национальную промышленность; распространять грамотность среди взрослых женщин; обеспечивать уход за девочками-сиротами; открыть больницы для бедных женщин, организовать кооперативы как средство развития национальной промышленности и оказать материальную и моральную поддержку защитникам страны в случае войны».

## Деятельность
Общество проводило лекции и издавало женский журнал «Патриотические женщины» (Nosvan Vatankhah) с 1922 года. С 1923 по 1926 год вышло одиннадцать номеров журнала.

## Международные связи
Общество занималось установление связей с женщинами региона. В 1932 году общество организовало Второй конгресс восточных женщин в Тегеране. Однако по окончании конгресса общество было распущено, а в 1935 году его сменила новая организация «Женский центр».